# Mama (Melong)
Pour les articles homonymes, voir Mama.
Mama est un village de la Région du Littoral au Cameroun, situé dans la commune de Melong.

## Population et développement
En 1967, la population de Mama était de 539 habitants, essentiellement des Mbo et des Bamiléké. Lors du recensement de 2005, elle était de 657 habitants.